# Kolenča vas
Kolenča vas – wieś w Słowenii, w gminie Dobrepolje. W 2018 roku liczyła 43 mieszkańców.